# Здание Национального архива США
Здание Национального архива США — штаб-квартира Национального управления архивов и документации США. Расположено к северу от Национальной аллеи на Пенсильвания-авеню на северо-западе Вашингтона. Вход в Ротонду находится на Конституция-авеню, а вход для исследователей — на Пенсильвания-авеню.

## Характеристики
В здании хранятся оригинальные копии трех основных формирующих документов Соединенных Штатов и их правительства: Декларации независимости, Конституции США и Билля о правах. Так же там хранится подлинник Великой хартии вольностей 1297 года подтвержденный Эдуардом I.

## Комиссия Уоррена
Члены комиссии Уоррена, занимавшиеся расследованием убийства Джона Кеннеди, впервые официально встретились 5 декабря 1963 года в актовом зале на втором этаже здания Национального архива.

## В культуре
Некоторые сцены из фильма Сокровище нации были сняты в Национальном архиве, в том числе сцены кражи Декларации независимости. Хотя экспонаты были перемещены в ротонду на втором этаже вскоре после терактов 11 сентября, Декларация и другие документы, были выставлены на первом этаже в вестибюле еще до выхода фильма.